# レディズ・オブ・ザ・キャニオン
『レディズ・オブ・ザ・キャニオン』（Ladies of the Canyon）は、ジョニ・ミッチェルが1970年に発表した3枚目のアルバム。

## 概要
タイトルの「ザ・キャニオン」は、1960年代に多くのミュージシャンが住んだロサンゼルス郊外のローレル・キャニオンを指す。ミッチェルも当時ローレル・キャニオンのルックアウト・マウンテン・アヴェニューに家を買い、そこでグラハム・ナッシュと暮らしていた。
ロサンゼルスのA&Mスタジオでレコーディングは行われた。エンジニアはヘンリー・レヴィー。収録曲はすべてミッチェルが作詞作曲した。1970年4月に発売され、ビルボードのアルバム・チャートの27位を記録した。イギリスでは8位を記録した。
ジャズ・フルート奏者のポール・ホーンがクラリネットとフルートで参加している。
「サークル・ゲーム」は、カナダのフォーク・デュオ、イアンとシルヴィアのアルバム『So Much for Dreaming』（1967年4月発売）に収録されたものが最初に世に出たバージョンである。その後バフィー・セントメリーやトム・ラッシュのカバーなどが続き、本アルバムによってようやくミッチェル自身のバージョンが発表された。同曲のコーラスとしてクレジットされている「The Lookout Mountain United Downstairs Choir」は、デヴィッド・クロスビー、スティーヴン・スティルス、グラハム・ナッシュの3人の別名である。
ジャケットの絵は、他の多くの作品と同様、ミッチェル自身が描いている。
アルバム発売と同じ月（1970年4月）に「ビッグ・イエロー・タクシー」がシングルカットされた。B面には「ウッドストック」が収録された。
2022年7月23日、ミッチェルの公式YouTubeチャンネルは、『レディズ・オブ・ザ・キャニオン』アルバム全体を1本の動画として公開した。

## 収録曲
Side 1
1. モーニング・モーガンタウン - Morning Morgantown - 3:12
2. フォー・フリー - For Free - 4:31
3. 会話 - Conversation - 4:21
4. レディズ・オブ・ザ・キャニオン - Ladies of the Canyon - 3:32
5. ウィリー - Willy - 3:00
6. アレンジメント - The Arrangement - 3:32

Side 2
1. レイニー・ナイト・ハウス - Rainy Night House - 3:22
2. プリースト - The Priest - 3:39
3. ブルー・ボーイ - Blue Boy - 2:53
4. ビッグ・イエロー・タクシー - Big Yellow Taxi - 2:16
5. ウッドストック - Woodstock - 5:25
6. サークル・ゲーム - The Circle Game - 4:50